# Alp Grüm
Die Alp Grüm ist eine vor allem durch ihren Bahnhof bekannte Siedlung in der Gemeinde Poschiavo im Kanton Graubünden in der Schweiz.

## Geographie
Unterhalb des Pru dal Vent an der Kante der ersten Gefällstufe des Puschlav befindet sich die aus einem Maiensäss hervorgegangene Siedlung, deren Bahnhof auf einer Höhe von 2091 m ü. M. liegt. Das heutige Bahnhofsgebäude, zugleich Buffet und Hotel, wurde 1926 eröffnet.
Die nicht ans Strassennetz angeschlossene Siedlung ist per Bahn ganzjährig erreichbar. Der Saumweg, der die Siedlung erschliesst, ist nur im Sommer befahrbar und für den motorisierten Verkehr gesperrt.

## Bahnverkehr

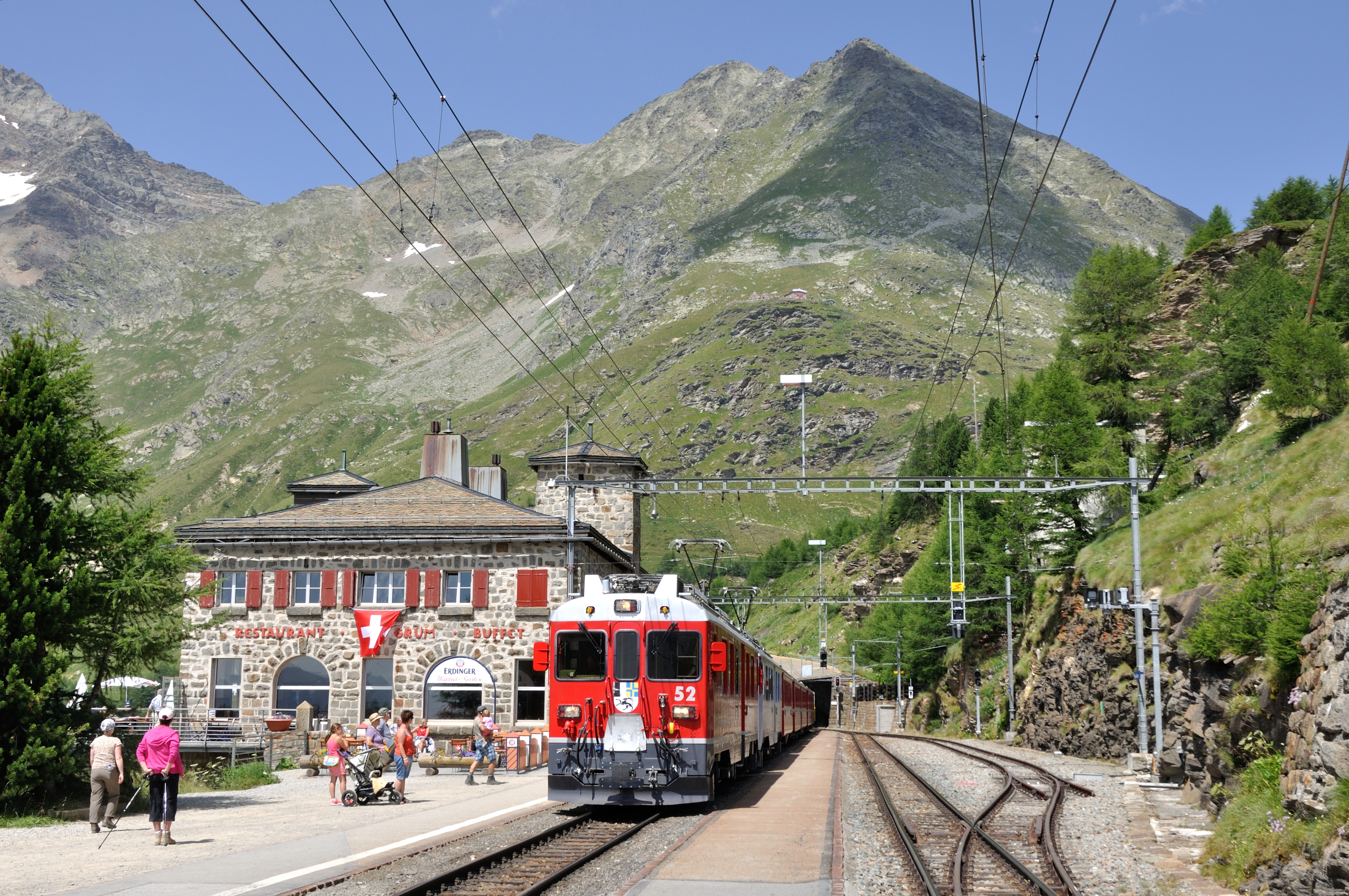
Bahnhof Alp Grüm

Historisches Luftbild von Werner Friedli, 1954

Der Ort ist auch ein Haltepunkt der Rhätischen Bahn (Berninalinie zwischen St. Moritz und Tirano) auf der Puschlaver Seite des Berninapasses.
Die Strecke zwischen Ospizio Bernina und Poschiavo, an der der als Kreuzungsstation konzipierte Bahnhof liegt, wurde am 5. Juni 1910 von der Bernina-Bahngesellschaft eröffnet.
Vom Bahnhof hat man, vor allem dank der südlich der Station tiefer liegenden 180°-Kurve, einen weiten Ausblick auf den Palügletscher, den Lagh da Palü und ins Puschlav. Zwischen Alp Grüm und dem italienischsprachigen Puschlav schlängeln sich die Züge der Rhätischen Bahn durch enge, teilweise überdachte Bögen und Kehren sowie fünf Kehrtunnel mit einem Gefälle von bis zu 70 ‰.

## Lawinenunfälle
In der Lawinennacht vom 28. Februar 1937 ereignete sich unterhalb Alp Grüm ein Unfall, bei dem Bahnangestellte auf der Flucht aus einem festsitzenden Zug von einer Lawine erfasst wurden. Drei Eisenbahner fanden dabei den Tod.
Am 3. Januar 1951 riss eine Lawine unmittelbar bei der Station Alp Grüm einen Spurpflug und einen Triebwagen in die Tiefe, wobei der Bahnmeister ums Leben kam. Der Triebwagen konnte erst im Frühling geborgen werden.

## Filme
- Der Bernina-Express: St. Moritz – Alp-Grüm. Eisenbahn Kurier  DVD, 2007, 117 Minuten